# Antiphonale romanum
L'Antiphonale romanum est un nouvel antiphonaire en grégorien ainsi qu'une édition critique, et actuellement en train d'être publié par l'abbaye Saint-Pierre de Solesmes depuis 2009.
Alors que l'Antiphonale monasticum, sorti par Solesmes dès 2005, est réservé aux monastères, notamment ceux de l'ordre bénédictin, l'Antiphonale romanum, également édition officielle, est capable de satisfaire tous les usages auprès des églises, des paroisses, des scholæ qui veulent célébrer les offices en grégorien.

## Histoire

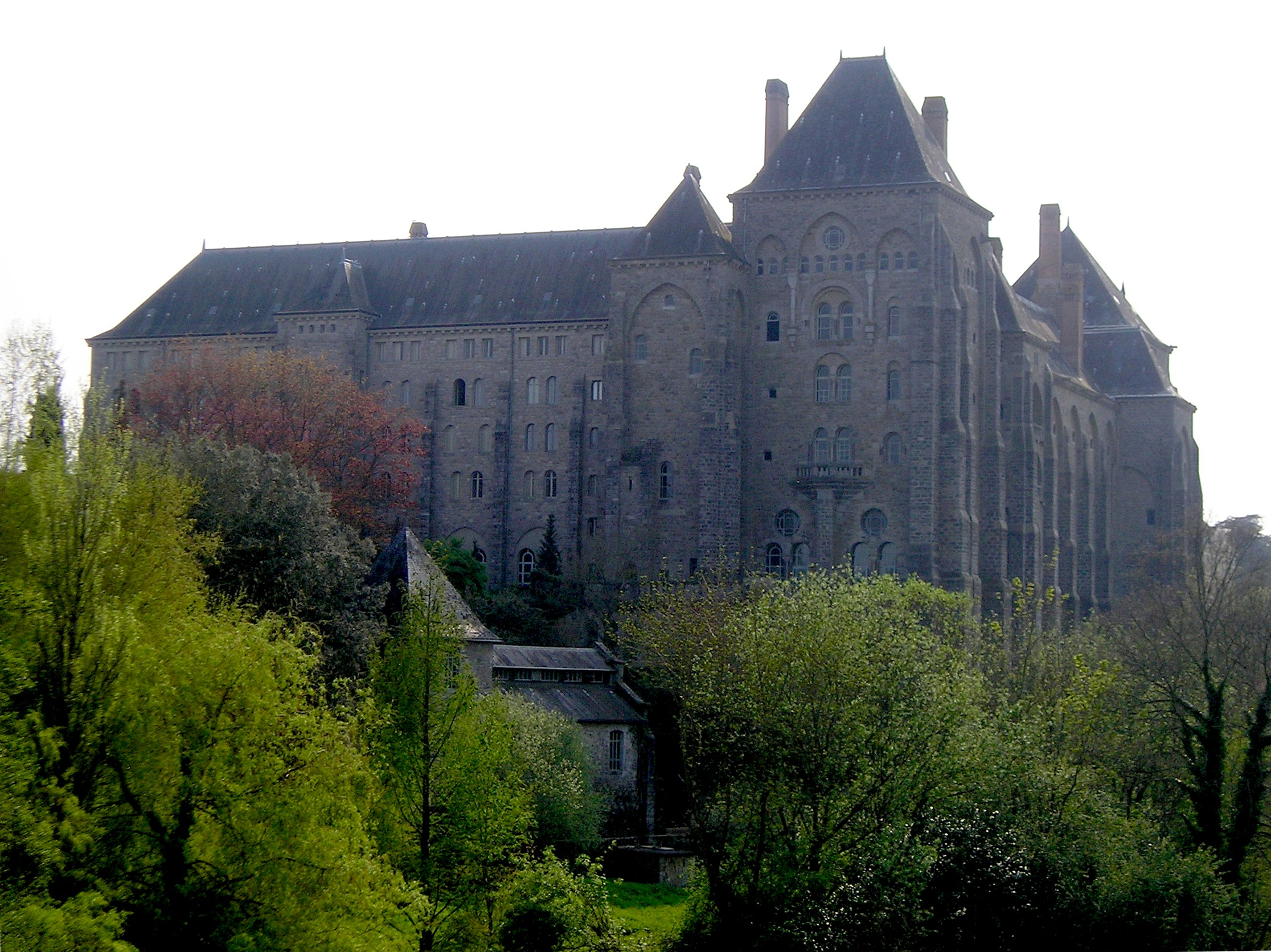
Abbaye Saint-Pierre de Solesmes.

Dans la deuxième moitié du XXe siècle, il fallait que les livres de chant en grégorien soient adaptés à deux événements importants: D'une part, il s'agissait de la réforme du concile de Vatican II qui modifia considérablement la liturgie de l'Église. D'autre part, l'atelier de la Paléographie musicale auprès de l'abbaye Saint-Pierre de Solesmes bouleversa les études du chant grégorien, en établissant une nouvelle science, la sémiologie.
Dans cette optique, l'atelier de Solesmes exécuta intensivement, entre 1975 et 1996, sa rédaction d'un nouvel antiphonaire romain, sous la direction de Dom Jean Claire. Toutefois, l'approbation était toujours en attente. D'ailleurs, la nécessité du nouvel antiphonaire était également urgente au sein de son ordre bénédictin. En conséquence, le projet de l'Antiphonale monasticum débuta en novembre 1998 et la priorité fut donnée à ce programme.
La publication de ce dernier eut lieu dès 2005. À Rome, la Congrégation pour le culte divin et la discipline des sacrements approuva, le 2 octobre 2008, le nouvel antiphonaire romain, vraisemblablement en constatant la qualité de la version monastique sortie.
Finalement, le premier volume de l'Antiphonale romanum, mais en tant que tome II Ad Vesperas in dominicis et festis fut publié en 2009. Celui-ci, antiphonaire officiel de la liturgie des Heures, se consacre aux offices des vêpres du dimanche et des fêtes. Il fallut enfin 38 ans, après la publication de la Présentation générale de la Liturgie des Heures par la même congrégation en 1971.

« On achevèra l'édition typique des livres de chant grégorien ; bien plus, on procurera une édition plus critique des livres déjà édités postérieurement à la restauration de saint Pie X. »

— Sacrosanctum Concilium (1963), article n° 117, L'édition des livres de chant grégorien
Au regard de l'édition critique de graduel, le Vatican publie lui-même le Graduale novum à partir de 2011.

## Caractéristiques

### Adaptation à nouvelle liturgie des Heures
Conçu en tant qu'édition officielle du Saint-Siège, il faut que nouvel antiphonaire satisfasse la liturgie actuelle, à savoir ses formes et textes adoptés après le concile Vatican II. Il s'agit, essentiellement et depuis l' Antiphonale monasticum, de la Liturgia Horarum iuxta ritum Romanum sortie en 1971 et remaniée en 1985,. Cependant, cette édition officielle profite également l' Ordo Cantus Officii édité pour les antiennes et plus simple, en raison des vœux du concile ou plus précisément pour l'usage universel auprès des diocèses. Il est probable que l'abbaye de Solesmes bénéficiera désormais de la nouvelle version de l'Ordo, révisée dès 2010. Au regard des textes bibliques tels les psaumes, cantiques, c'est la Nova Vulgata promulguée en 1979 par le pape Jean-Paul II que cet antiphonaire respecte.
Cet antiphonaire se caractérise de son intégralité. Ainsi, le tome II sorti en 2009 est capable de fournir aux fidèles et religieux tous ceux qui concernent, lors de la célébration en grégorien des vêpres : hymnes, antiennes, psaumes, cantiques, capitules, répons-bréfs, prières d'intersession et oraisons conclusives.
Les éditions de Solesmes précisent et soulignent que la publication de ce premier volume était notamment leur réponse aux vœux du concile, :

« Les pasteurs veilleront à ce que les Heures principales, surtout les vêpres, les dimanches et jours de fêtes solennelles, soient célébrées en commun dans l'église. On recommande aux laïcs eux-mêmes la récitation de l'office divin, soit avec les prêtres, soit lorsqu'ils sont réunis entre eux, voire individuellement. »

— Sacrosanctum Concilium, article n° 100, Participation des fidèles
Selon ce tome II, on peut célébrer sans difficulté l'office des vêpres en latin et grégorien, complètement adapté à la nouvelle liturgie des Heures :
- introduction dans les tons communs (ainsi qu'éventuellement, on le présume, de mémoire) ;
- hymne (à chaque dimanche, au propre de l'office, ou au commun des saints) ;
- psalmodie :

1. temps ordinaire : dimanche, d'après le cycle de quatre semaines, avec le cantique du Nouveau Testament sur le cycle d'une semaine ;
2. saisons : à chaque dimanche propre ;
3. fêtes et solennités au propre ou au commun ;

- capitule (lecture brève) à chaque dimanche, à la fête ou solennité, ou au commun ;
- répons-bref à chaque dimanche, à la fête ou solennité, ou au commun ;
- antienne du Magnificat : dans le cycle de 3 ans (dimanche du temps ordinaire), dimanche propre (saisons) ou à la fête, solennité ou au commun ;
- cantique Magnificat, dans l'annexe (choix de la version pointée selon mode psalmodique) ;
- intercessions, à chaque dimanche, à la fête ou solennité, ou au commun ;
- Pater noster, dans les tons communs ;
- oraison, propre du dimanche, ou de la fête ou solennité (ou au commun de lé Dédicace) ;
- conclusion, tons communs.

### Édition sémiologique
L'abbaye Saint-Pierre de Solesmes édita, dans la première moitié du XXe siècle, ses deux antiphonaires sortis en 1912 et 1934. Surtout, la notation de ce premier, connu en tant qu'Édition Vaticane, est de nos jours encore la base d'un nombre considérable de publications. Certes, la rédaction fut effectuée selon la méthode scientifique de l'époque. Toutefois, il s'agissait de celle-ci sous influence de la théorie de la musique moderne.
Dans la seconde moitié, des études approfondies d'après les neumes anciens bouleversèrent et renouvelèrent complètement la connaissance concernant la nature du chant grégorien. La notation de l'Antiphonale romanum est donc remaniée selon ces études sémiologiques. En fait, il existe de nombreuses erreurs dans les anciennes versions, au regard non seulement des intervalles mais aussi des rythme et expression. Par conséquent, tout comme l'Antiphonale monasticum, les épisèmes horizontal et vertical ainsi que le point mora ( — , | et • ), inventions du XIXe siècle, furent supprimés dans cet antiphonaire [lire en ligne]. En effet, parfois ces graphies modernes indiquent la contradiction de ceux que les neumes anciens exprimaient.
Une autre modification de cet antiphonaire est celle de l'antienne. Cette dernière devint désormais forme tropaire, notamment au regard des hymnes.
Par ailleurs, dans le tome II, aucun neume ancien ne se trouve, au contraire de l'Antiphonale monasticum ou du Graduale novum. Donc, pour les chefs de chœur, il y a moins de moyens à réaliser la finesse d'expression. Il faudra la publication de l'Anthiphonale romanum duplex ou triplex à l'avenir.

### Édition critique
L' Antiphonale romanum est, tel l'Antiphonale monasticum (2005) ainsi que le Graduale novum (2011), un livre de chant en manière de l'édition critique.
Le premier pas de l'édition critique en grégorien fut établi en 1948, auprès de l'atelier de la Paléographie musicale de l'abbaye Saint-Pierre de Solesmes, par Mgr Higino Anglès, directeur de l'Institut pontifical de musique sacrée à Rome, afin d'éditer un nouveau graduel du Vatican. Si sa publication fut rompue par le concile Vatican II, l'équipe de Solesmes respecte désormais cette façon scientifique. D'une part, Dom René-Jean Hesbert publia à Rome cinq tomes du Corpus antiphonalium officii dans les années 1960 et 1970. Il s'agit de l'édition critique des manuscrits de l'antiphone. D'autre part, devenu spécialiste de l'édition critique de texte, Dom Jacques Froger, membre depuis la création de l'équipe, continua sa rédaction de l'édition critique, jusqu'à son décès en 1980. Auprès de l'atelier, la méthode fut effectivement implantée.
Donc, après l' Antiphonale monasticum à la base de l'Antiphonaire de Hartker, non seulement les manuscrits du chant grégorien mais également les livres de chant doivent être publiés en cette manière de laquelle bénéficient les chercheurs de Solesmes.
Une difficulté restait encore, en tant que livre de chant et non édition de restauration, car la Liturgia Horarum contient d'un certain nombre de textes qui ne se trouvent pas dans les antiphonaires anciens. Comme la rédaction de celle-ci avait été effectuée, heureusement, en consultant le Corpus antiphonalium officii de Dom Hesbert, de nouveaux textes ne sont pas nombreux. D'ailleurs, l'abbaye Saint-Pierre résolut ce problème avec ses deux moyens, afin que l'édition demeure critique. Les meilleures mélodies furent cherchées dans les manuscrits authentiques et assez anciens, afin d'adapter aux textes. Alors, la plupart des mélodies sont originaires des manuscrits authentiques et critiques. Pour les cas restants, l'atelier de la Paléographie musicale composa quelques chants néo-grégoriens, strictement selon la grammaire musicale de l'Antiphonaire de Hartker,.

## Publication
Initialement préparée entre 1975 et 1996, la publication ne commença néanmoins qu'en 2009. Le tome I apparut en 2020 en faveur des laudes.
- tome I (2020) :  In dominicis et festis. Ad laudes cum invitatoriis,  (ISBN 978-2-85274-285-7) 690 p.
- tome II (2009) : Ad vesperas in dominicis et festis,  (ISBN 978-2-85274-338-0) 780 p[7]. Le tome II contient les vêpres I et II du dimanche, des fêtes et des solennités, ainsi que tous le nécessaire pour les chanter[mg 1] : 
  - les dimanches de l'Avent ;
  - les dimanches du temps de Noël ;
  - les dimanches du Carême ;
  - les dimanches du Temps Pascal ;
  - les antiennes propres du Magnificat pour les dimanches dans l'année selon le cycle liturgique A, B ou C ;
  - les vêpres I et II pour le cycle de 4 semaines dans l'année ;
  - les fêtes et solennités selon l'ordre du calendrier ;
  - les communs :
    - Dédicace
    - Apôtres
    - psautier festif des Apôtres

  - vêpres de l'office des défunts ;
  - tons communs, y compris la médiante solennelle pour le Magnificat sur tous les tons ;
  - Magnificat avec indications psalmodiques pour tous les tons.

Il existe cependant une version initiale sortie en 1983 et dédiée aux hymnes. En effet, le concile Vatican II avait confirmé la gravité des hymnes dans la liturgie. Après la reforme, tous les offices peuvent se commencer avec une des hymnes. Solesmes répondit à ce besoin.
- Liber hymnarius (1983), Abbaye Saint-Pierre, Solesmes   (ISBN 978-2-85274-076-1) 622 p[16].